# 동중서문하평장사
동중서문하평장사(同中書門下平章事)는 중국 당(唐)대부터 원(元)대까지 존재했던 관직이다. 당초에는 임시직이었지만, 후에 상설직으로 바뀌었고, 북송(北宋)대에는 재상(宰相)이 되었다. 줄여서 동평장사(同平章事) 또는 평장(平章)으로 부르기도 한다.

## 개요
원래는 동중서문하 3품(同中書門下三品)이라 불렸다. 당 초기에는 당 태종이 정한 제도에 따라 중서령(中書令)・문하시중(門下侍中)・상서복야(尚書僕射)가 각각 재상직으로 알려져 있었으나, 그보다 아래(주로 상서성 관료)가 재상을 맡는 경우도 있었다. 이때 중서령 등 본래의 재상직보다 관품이 낮은 데서 오는 불만으로 인해 임시로 동중서문하 3품을 하사하고, 중서령들과 동격인 정3품관으로 삼았던 것이다. 고종(高宗)은 650년에 「동중서문하평장사」로 이름을 바꾸고, 중서령 등과 더불어 정식 재상직으로 삼았다. 측천무후(則天武后)가 이것을 잠시 동봉각란대평장사(同鳳閣鸞台平章事)로 바꾸기도 했다.
중당(中唐) 이후 본래의 재상직이던 중서령・문하시중・상서복야가 각각 명예직화되고, 이를 대신해 동평장사가 사실상의 재상직으로써 권한을 키웠다. 동평장사로 임명되는 자는 원래는 각 성의 차관에 해당하던 중서시랑(中書侍郎)이나 문하시랑(門下侍郎), 6부 가운데 한 곳의 상서 등으로 모두 반드시 본래의 관직(本官)을 겸임했다. 절도사(節度使)들에게도 명예 칭호로써 동평장사가 수여되었는데, 염철(鹽鐵), 전운(轉運) 등의 사(使)직에게도 동평장사가 주어지기도 하였다. 오대(五代)에서도 동중서문하평장사의 직은 그대로 재상직으로 유지되었지만, 당시에는 추밀사(樞密使)에 권력이 집중되어 동중서문하평장사는 실권을 잃고 껍데기만 남게 된다.
송(宋) 왕조에서는 유일한 재상직으로써 통상 2～3명이 임명되었다. 병권을 맡은 지추밀원사(知樞密院事, 추밀사)와 함께 이부(二府) 또는 양지(兩地)라 불렸으며, 탁지(度支), 염철(鹽鐵), 호부(戶部)의 삼사(三司)가 재물 관련 업무를 맡고, 상서(尚書), 문하(門下) 2성은 상대적으로 그 지위가 유명무실해지면서 재상의 권력은 당조에 비해 훨씬 줄어들었다. 신종(神宗) 원풍 5년(1082년)의 이른바 원풍개혁(元豊改革) 때에 동평장사는 폐지되고 대신 중서시랑을 겸임하는 상서우복야(尚書右僕射)와 문하시랑을 역임하는 상서좌복야(尚書左僕射) 두 사람이 재상을 맡았다. 남송(南宋)에서 효종(孝宗) 시기에 일시 부활하지만 곧 사라졌다.
요(遼) 왕조에서는 남면관(南面官)으로써 동평장사가 존재했으나 재상직은 아니었다. 금(金)나라에서는 상서성이 없고 평장정사(平章政事) 하나가 있어서 부상(副相)에 해당했다. 원 왕조는 상서성을 없애고 중서성으로 고쳤으며 이때 중서령이 재상이 되고, 그 아래의 좌우 승상(丞相)직의 보좌로서 평장정사(平章政事)직이 설치되었으며, 이와 별도로 행중서성(行中書省) 장관인 승상(丞相)의 보좌로써 평장정사가 설치되었다. 명(明) 왕조의 성립 이후, 중서령과 함께 평장정사도 폐지되고 이후 다시는 부활하지 못했다.